# Мой кровавый Валентин (фильм, 2009)
«Мой крова́вый Валенти́н» (англ. My Bloody Valentine) — американский фильм, ремейк одноимённого канадского слэшера 1981 года, вышедший на экраны в 2009 году. Режиссёром фильма стал Патрик Люссье. Главные роли в фильме исполняют Дженсен Эклс и Джейми Кинг. Съёмки начались 12 мая 2008 года в Форд-Сити штат Пенсильвания. Это был первый фильм, выпущенный по технологии 3D с рейтингом «R».
Фильм получил смешанные отзывы, однако был успешен в прокате. Тем не менее, планировавшийся сиквел был отменён.

## Сюжет
На День Святого Валентина в 1997 году в маленьком городке Хармони подросток Том Ханнигер, работающий на Шахте Ханнигера (которая принадлежит его отцу), случайно забыл сбросить метан и тем самым вызвал обвал, который заблокировал шестерых шахтёров. Когда через шесть дней до них добираются спасатели, то они находят убитыми пятерых шахтёров и бессознательного шестого шахтёра Гарри Уордена (Ричард Джон Уолтерс), который выжил, убив других киркой и тем самым сэкономив себе кислород. Тома обвиняют в халатности, а Гарри, так и не пришедшего в себя, отправляют в тюремную больницу за убийство шахтёров. Спустя ровно год Уорден выходит из комы и, учинив в больнице кровавую бойню, заявляется на устроенную городской молодёжью на Шахте Ханнигера вечеринку по случаю праздника. На вечеринке в тот момент тусуются Том, Аксель Палмер (Керр Смит), его подруга Ирен и подруга Тома Сара (Джейми Кинг). Уорден убивает нескольких подростков, а Аксель, Ирен и Сара сбегают, бросив Тома. Но тут появляется шериф Берк (Том Аткинс) и стреляет в Уордена, который затем убегает в глубь шахты.
Спустя десять лет, которые Том провёл вне Хармони, в 2008 году, его отец умирает и Том наследует шахту. Он возвращается в город после похорон, чтобы продать шахту, и обнаруживает, что за это время Сара стала менеджером в продуктовом магазине её мать, вышла за Акселя (который теперь шериф) и у них есть сын, но Аксель изменяет ей с Меган (Меган Бун), которая работает в магазине Сары и к тому же, уже успела забеременеть от Акселя. Между тем, в мотеле, где Том остановился, бывшая подруга Акселя Ирен занимается сексом с местным дальнобойщиком по имени Фрэнк (Тодд Фармер). Вскоре их и случайно подвернувшуюся Селену (Селена Луна) убивает мужчина в костюме и маске шахтёра, выглядящий в точности как Уорден. Когда он убивает Френка, тот роняет камеру, на которую снимал Ирен во время секса. Аксель приезжает на место преступления и видит, что у Ирен отсутствует сердце; обнаружив Тома среди постояльцев он начинает его подозревать. Он и его напарник Мартин просматривают видео, снятое Френком, но приходят к выводу, что убийца не может быть Уорденом. Затем Аксель получает коробку конфет с сердцем Ирен внутри, как Уорден сделал с одной из медсестёр десять лет назад. Тем временем, Том приходит на шахту, где неожиданно сталкивается с убийцей, который запирает Тома в технической клетке (где он в тот момент находился) и убивает шахтёра Уильяма Киркпатрика. Подозрение падает на Тома, несмотря на то, что он был заперт. Аксель спрашивает бывшего шерифа Берка, что произошло с Уорденом тогда 10 лет назад, и тот говорит, что он и Бен Фоули (Кевин Тай), управляющий шахты, убили и тайно похоронили Уордена за пределами города. Но когда захоронение вскрывают, то оно оказывается пустым. Позже убийца приходит домой к Фоули и убивает его. Аксель, негодуя по поводу событий, приказывает полицейским охранять его дом, чтобы защитить своего сына.
В тот же вечер убийца приходит в магазин, где находятся Сара и Меган, убивая последнюю. Её изувеченное тело находят в переулке с сообщением «Будь моей навсегда», написанное кровью на стене выше. Сара приходит к выводу, что убийца на самом деле хотел напасть на Акселя, потому что это явно связано с тем, что они женаты. Сару увозят в больницу, а ещё позже Аксель, его сын Ноа и его няня Роза смотрят телевизор у них дома. Туда приходит убийца и убивает Розу, а когда приходит Берк, то убивает и его. Тем временем, в больницу к Саре приходит Том и убеждает её, что Уорден — не убийца. Он просит её довериться ему, потому что он нашёл что-то, что должен показать ей. По дороге в машине Том пытается убедить Сару, что убийца — это Аксель. В какой-то момент она получает звонок от мужа, от которого с ужасом узнаёт, что десятилетние отсутствие Тома было вызвано тем, что семь лет из них он провёл в психушке. Она просит Тома остановиться, но он отказывается, и тогда пытается вырвать у него руль и машина вылетает в кювет. Том ненадолго отключается и Сара убегает. Она звонит Акселю, который просит её отправиться в старый дом своего отца (в котором у него были свидания с Меган). Когда она входит, то находит сотни коробок конфет с сердцами внутри и её старую фотографию с Томом (которую ранее видела на столе Акселя среди его рабочих материалов по убийствам). Появляется убийца и Сара сбегает из дома, и бежит к шахте Ханнигера.
Уже в самой шахте она сталкивается с мужем, отбирает у него пистолет и спрашивает про коробки-валентинки и её фотографию с Томом. Тот путано обвиняет в убийствах Тома. Неожиданно появляется сам Том и обвиняет во всём Акселя. В какой-то момент Том сообщает, что сообщение у тела Меган («Будь моей навсегда») — то же самое, что Меган написала Акселю в валентинке, чем вызывает у Сары и Акселя недоумение: Том не может знать, что Меган убита. Неожиданно Том видит убийцу рядом с ними, но Сара и Аксель никого не видят. Демонстрируется ряд флешбеков, показывающих, что у Тома острое раздвоение личности, вследствие которого в моменты приступа он видел себя со стороны в образе Уордена в шахтёрском костюме (показано, что, убивая Киркпатрика, он сначала убил его и только потом запер себя изнутри в технической клетке). Завязывается драка, в процессе которой Сара стреляет в Тома, но попадает в бензобак, в результате чего происходит взрыв, который вызывает обрушение той части шахты, где находится Том. Когда прибывают спасатели Акселя увозят в больницу, а один из спасателей находит Тома, но тот, придя в себя, убивает его. В финальной сцене Том, одевшись в костюм спасателя и держась рукой за больное место уходит от шахты. После титров следует краткая сцена, показывающая, вероятно, Уордена в шахтёрском костюме, блуждающего по туннелям шахты.

### Альтернативный финал
В Blu-Ray версии фильма присутствуют вырезанные сцены, которые не особо влияют на сюжет, не считая последнюю вырезанную сцену. Это альтернативный финал фильма.
Сначала все идёт так же, как и было в обычной версии, завязывается драка между Акселем и Томом, Сара стреляет в Тома и попадает в бензобак. Вскоре прибывают спасатели, Тома находит один из спасателей, и тот будит Тома, но Том видел в нём не спасателя, а Гарри Уордена, который приближался к нему; Том пытается выбраться, спасатель ничего не понимает и подходит поближе, чтобы вытащить его. Но Том видит в спасателе Гарри, который собирается убить его. Том достаёт свою кирку и вонзает её спасателю в глаз.

## В ролях
- Дженсен Эклс[3] — Том Ханнигер
- Джейми Кинг — Сара Палмер, жена Акселя
- Керр Смит — шериф Аксель Палмер
- Бетси Ру[англ.] — Айрин
- Меган Бун — Меган
- Кевин Тай — Бен Фоули, управляющий шахты
- Эди Гатеги — помощник шерифа Мартин
- Том Аткинс — шериф Джим Берк
- Ричард Джон Уолтерс — шахтёр-маньяк Гарри Уорден